# País Sículo

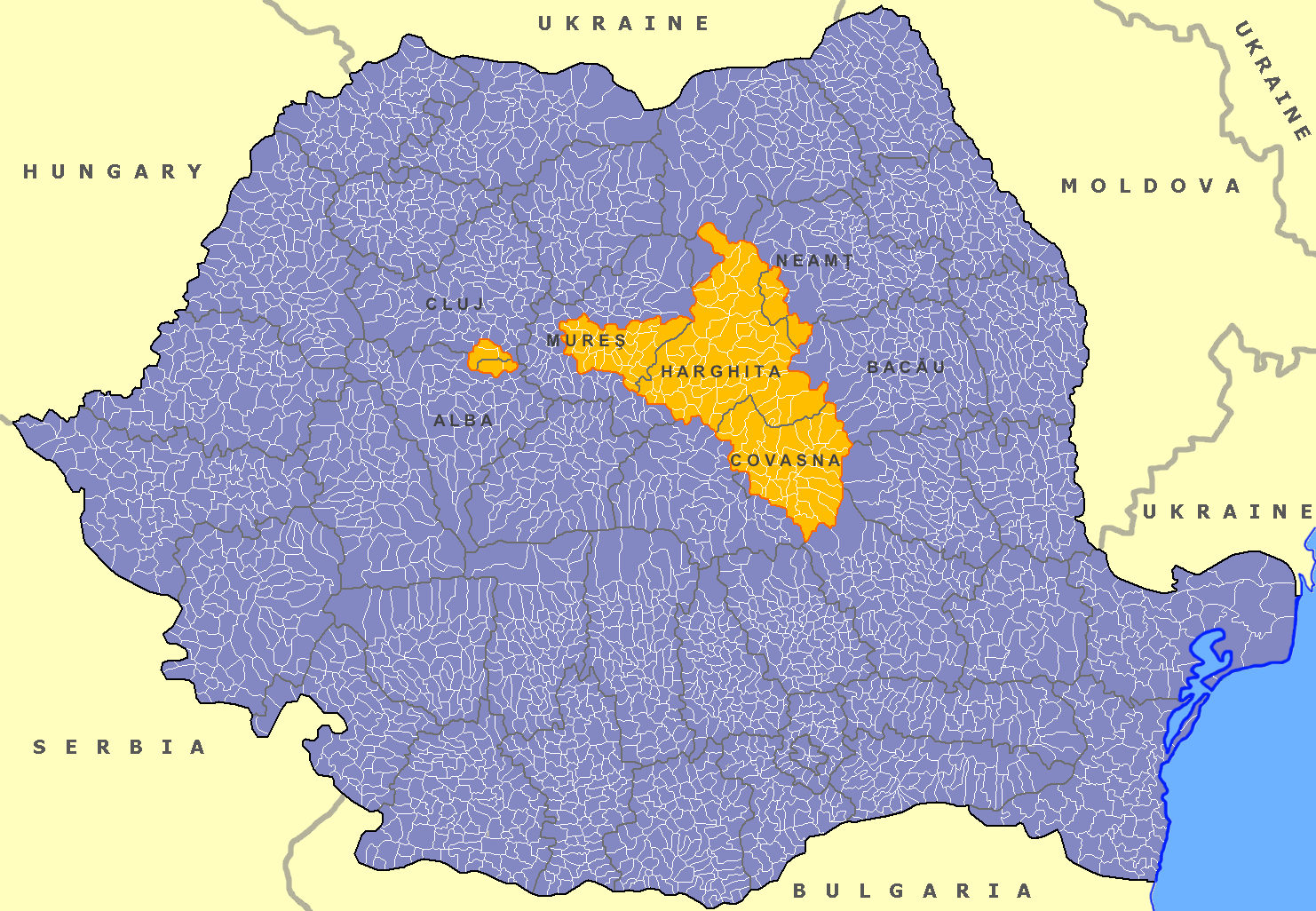
Localización del País sículo (Ținutul Secuiesc) en la actual Rumanía.

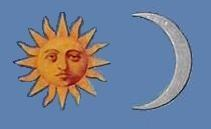
Bandera histórica del País sículo.

El País Sículo (en húngaro: Székelyföld; en rumano: Ținutul Secuiesc; en alemán: Szeklerland; en latín: Terra Siculorum) es la parte este de Transilvania, Rumanía, habitada por la minoría húngara sícula. Está ubicada en los valles y colinas del Este de los Cárpatos. Administrativamente se trata de los condados de Harghita, Covasna y algunas partes de Mureș. 

Bandera del País sículo, adoptada por el Consejo Nacional Sículo

Originalmente, el nombre «País sículo» denotaba una región autónoma dentro de Transilvania. Existió como entidad legal desde la Edad Media hasta el Compromiso austrohúngaro de 1867, cuando las sedes sículas y de los sajones de Transilvania fueron disueltas y fueron remplazadas por un sistema de condados. Junto con Transilvania, se convirtió en parte de Rumanía en 1920, volvió a Hungría en 1940 y fue nuevamente anexada a Rumanía en 1945. La región fue una Región Autónoma Húngara dentro de Rumanía entre 1952 y 1968, y hoy en día existen iniciativas de autonomía sícula para alcanzar mayor nivel de autogobierno para esta región en Rumanía.

## Población

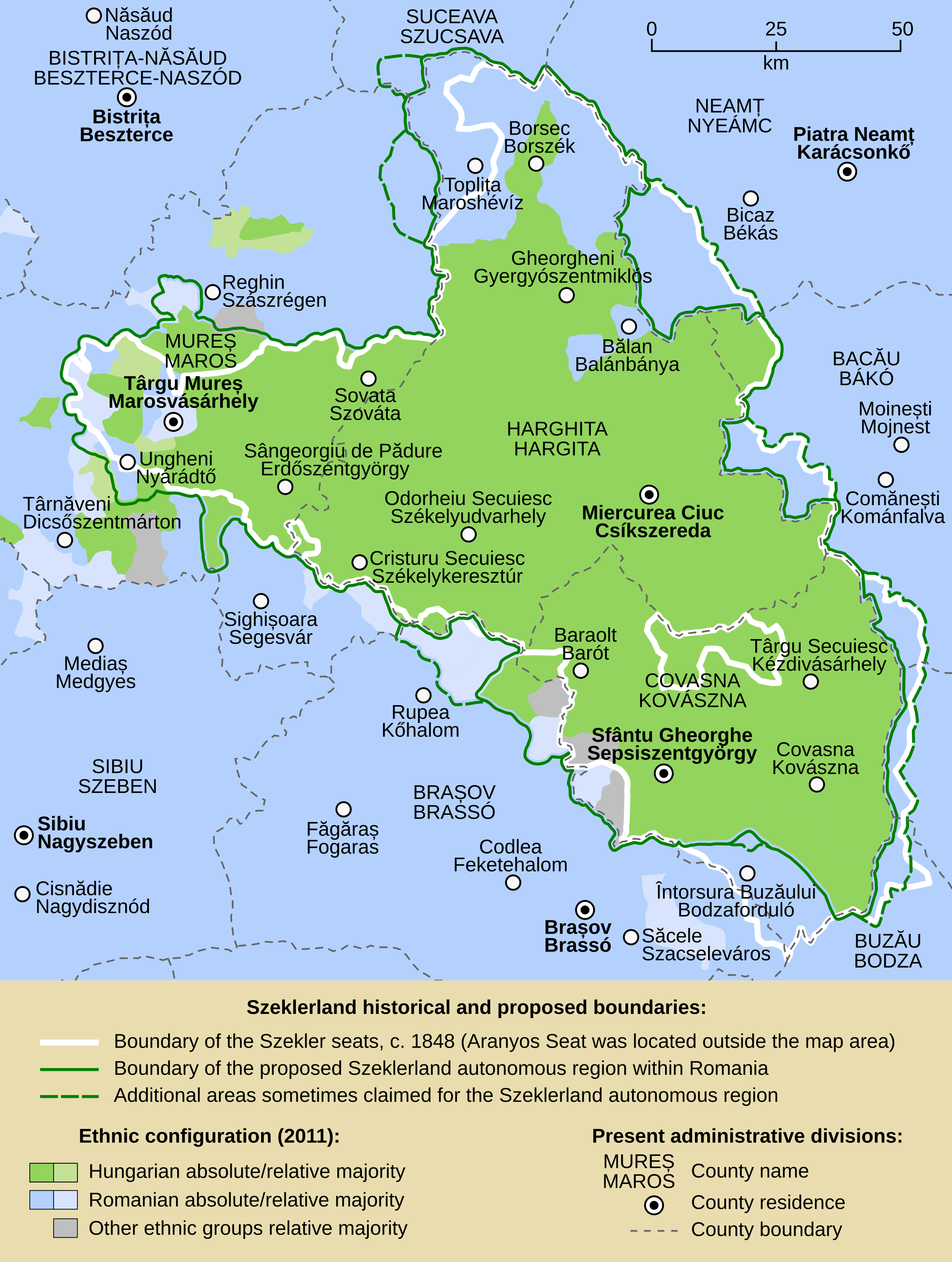
El País sículo como propugnan los defensores de la autonomía.

La superficie de la región es de cerca de 13 000 km². La población del País sículo (según el censo de 2002) es de 809 000 habitantes, 612 043 de ellos húngaros, que suponen el 75,65 %. Los húngaros representan el 59 % de la población de los distritos de Harghita, Covasna y Mureș. El porcentaje de húngaros es mayor en Harghita y Covasna (84,8 % y 73,58 % respectivamente), y menor en el distrito de Mureș, que no todo cae dentro de la región tradicional sícula (37,82 %).

## Geografía
Históricamente está centrado en la población de Târgu Mureș (Marosvásárhely)[cita requerida]; otros centros importantes del país sículo son Miercurea Ciuc (Csíkszereda), Sfântu Gheorghe (Sepsiszentgyörgy), y Odorheiu Secuiesc (Székelyudvarhely).

## Historia
Algunas leyendas antiguas húngaras sugieren una conexión entre el pueblo sículo y Atila el Huno, pero los orígenes del pueblo sículo son ampliamente debatidos. Las sedes sículas eran unidades territoriales tradicionalmente autogobernadas de los sículos transilvanos durante la Edad Media (los sajones también estaban organizados en sedes). Estas sedes no eran parte del sistema de condados tradicional húngaro, y sus habitantes disfrutaban de un mayor nivel de libertad (especialmente hasta el siglo XVIII) que aquellos que vivían en los condados.
Desde el siglo XII y XIII hasta 1876, el país sículo disfrutó de un considerable aunque variable nivel de autonomía, primero como parte del reino de Hungría, después dentro del Principado de Transilvania, y finalmente como parte del Imperio Habsburgo. La autonomía se debía principalmente al servicio militar proporcionado por los sículos hasta principios del siglo XVIII. El país sículo medieval fue una alianza de las siete sedes autónomas sículas de Udvarhely, Csík, Maros, Sepsi, Kézdi, Orbai y Aranyos. El número de sedes después disminuyó a cinco, cuando las sedes de Sepsi, Kézdi y Orbai fueron unificadas en una unidad territorial llamada Háromszék (literalmente tres sedes). 
Como resultado del Compromiso Austrohúngaro de 1867, Transilvania se convirtió nuevamente en parte del Reino de Hungría dentro de Austria-Hungría y dejó de existir como entidad administrativa o legal separada. En 1876, una reforma administrativa general abolió todas las regiones autónomas en el Reino de Hungría y creó un sistema unificado de condados. Como resultado, la autonomía del país sículo llegó a un final también. Se crearon cuatro condados en su lugar: Udvarhely, Háromszék, Csík y Maros-Torda. (Sólo la mitad del territorio de Maros-Torda originalmente pertenecía al país sículo). El aislado Aranyosszék se convirtió en un distrito del condado de Torda-Aranyos.
En diciembre de 1918, al final de la Primera Guerra Mundial, los delegados rumanos de toda Transilvania votaron unirse al Reino de Rumanía; este movimiento fue internacionalmente reconocido en el Tratado de Trianón de 1920. El idioma rumano oficialmente remplazó al húngaro en el país sículo, aunque los lazos entre los condados sículos se preservaron, y los distritos sículos pudieron elegir sus propios oficiales a nivel local y preservar el sistema educativo en idioma húngaro.
En 1940, Rumanía fue obligada a ceder el norte de Transilvania a Hungría en el Segundo Reconocimiento de Viena; este territorio incluía la mayor parte de las áreas sículas. Las autoridades húngaras subsecuentemente restauraron la estructura pre-Trianón con ligeras modificaciones.

País sículo tradicional (siglo XIX)
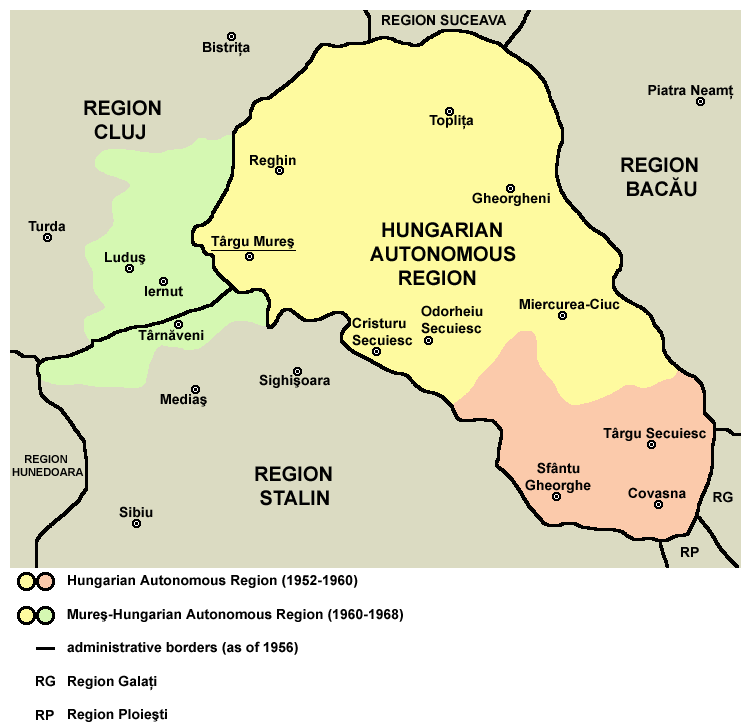
Antigua Región Autónoma Húngara
Actuales distritos Harghita, Covasna, y Mureș dentro de Rumanía

### Autonomía

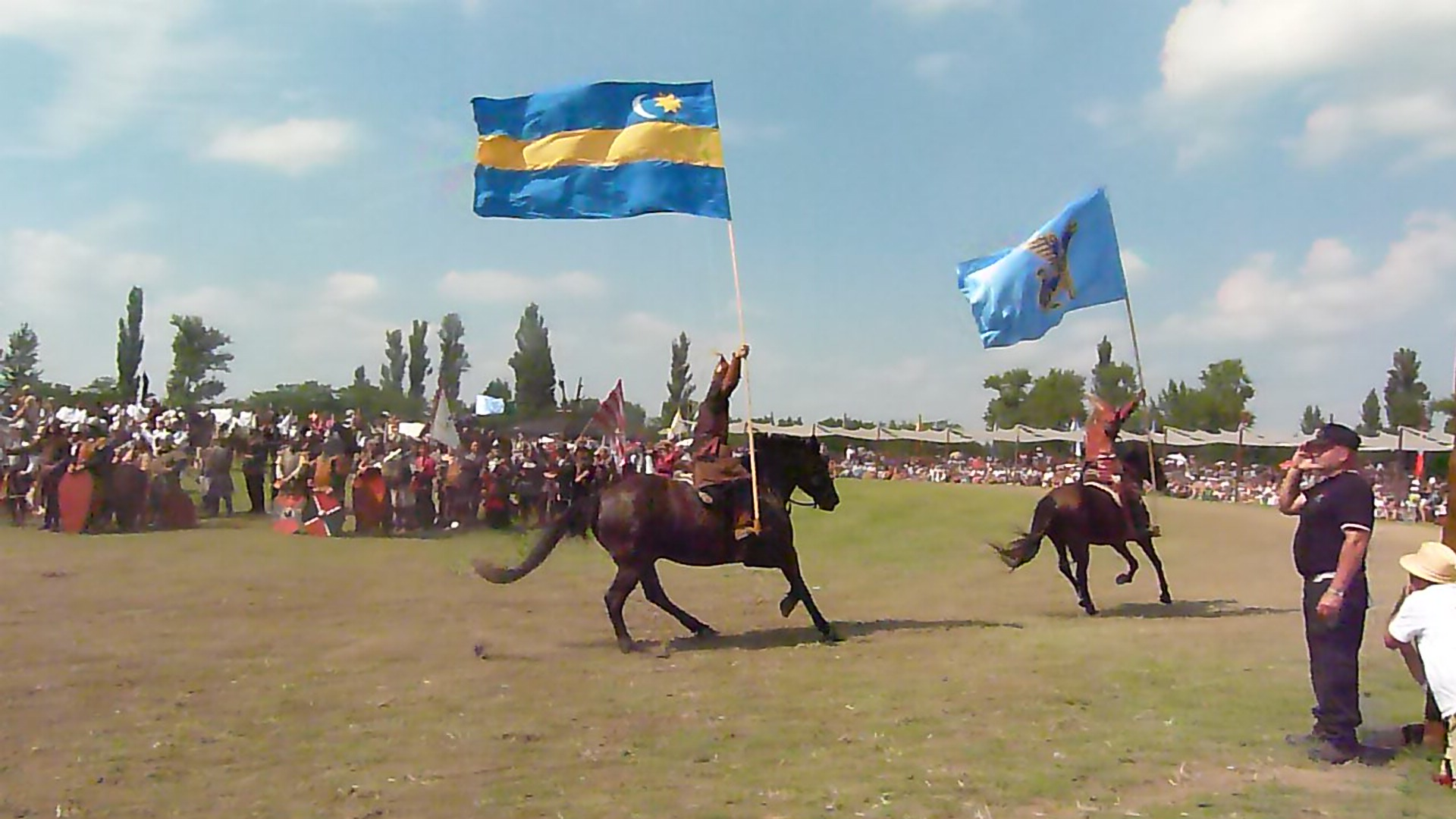
Kurultaj - 2014

Después del retorno del territorio a Rumanía después de la Segunda Guerra Mundial y la llegada del comunismo al país, fue creada una Región Autónoma Húngara en 1952, que incluía la mayor parte del territorio habitada por los sículos. Esta región duró hasta 1968, cuando la reforma administrativa dividió Rumanía en los actuales condados (distritos). Grosso modo, el presente distrito de Harghita abarca los anteriores condados de Udvarhely y Csík, el último incluyendo Gyergyó; el distrito de Covasna cubre más o menos el territorio del anterior condado de Háromszék; y lo que una vez fue Maros-Torda es mayormente el presente distrito de Mureș. El anterior Aranyosszék en la actualidad está dividido en los distritos de Cluj y de Alba.
Después de la caída del comunismo y la Revolución rumana, muchos sículos esperaban que la anterior Región Autónoma Húngara, abolida por el régimen de Ceaușescu, pronto sería restaurada. Esto no sucedió; sin embargo, existen iniciativas favorables a la autonomía sícula y otros esfuerzos de organizaciones sículas para alcanzar un mayor nivel de autogobierno para la tierra sícula dentro de Rumanía.
El 2 de febrero de 2009, el presidente rumano Traian Băsescu se encontró con el presidente húngaro László Sólyom en Budapest y discutieron las cuestiones sobre los derechos de las minorías y la autonomía regional. Băsescu afirmó «que a la minoría húngara nunca recibirá autonomía territorial».

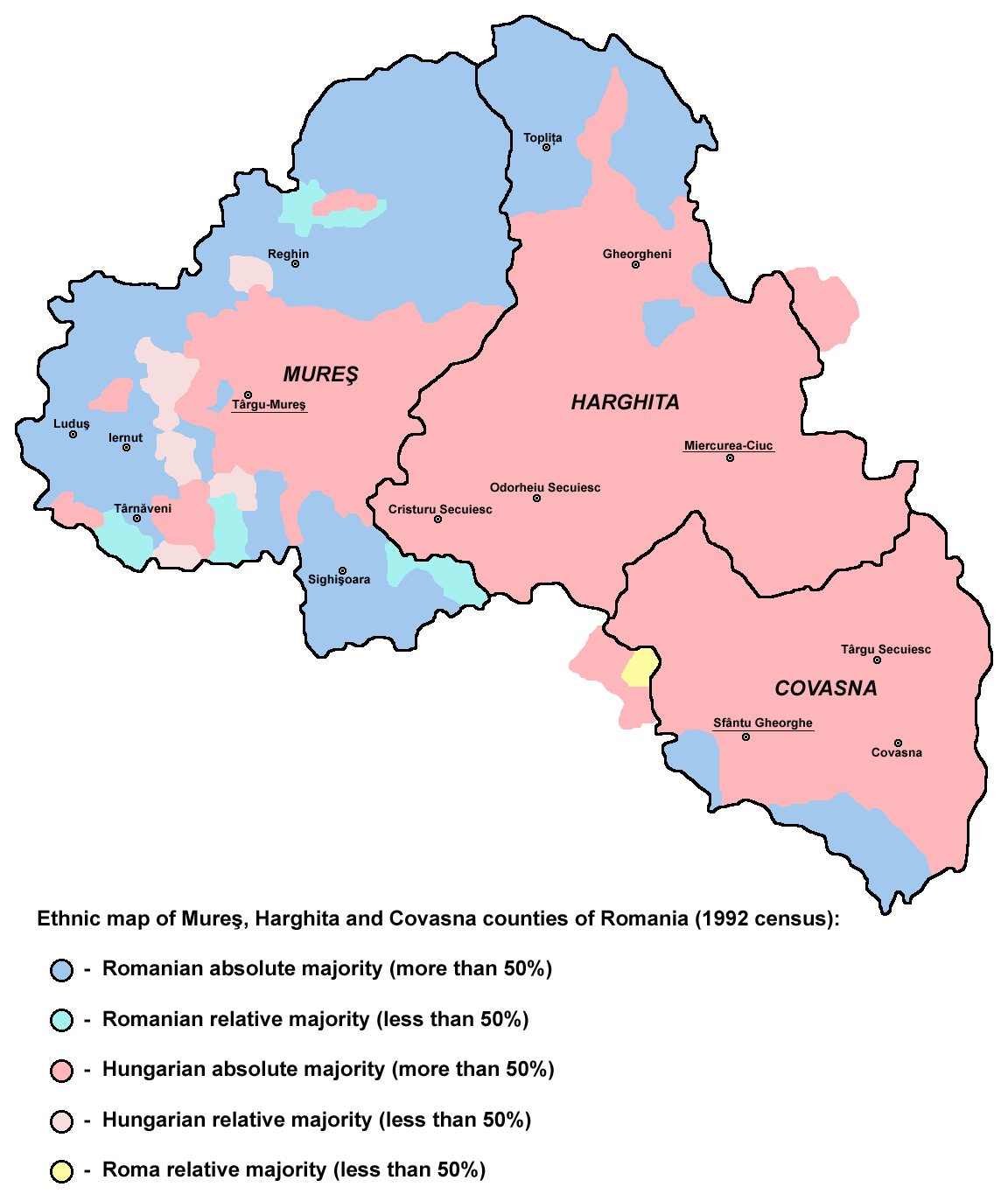
Mapa étnico Harghita, Covasna, y Mureș basado en datos de 1992, mostrando las áreas de mayoría sícula
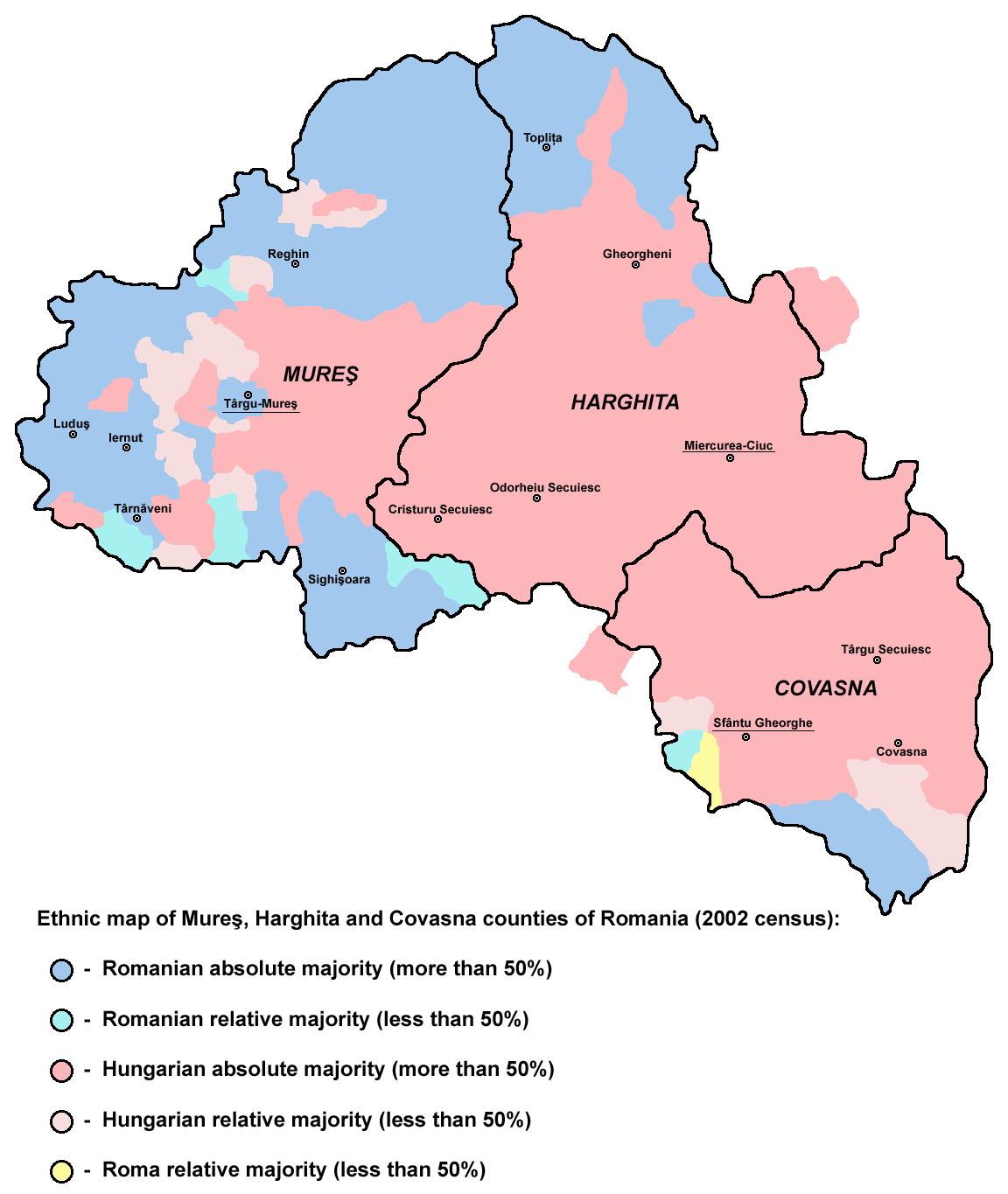
Mapa étnico Harghita, Covasna, y Mureș basado en datos de 2002, mostrando las áreas de mayoría sícula
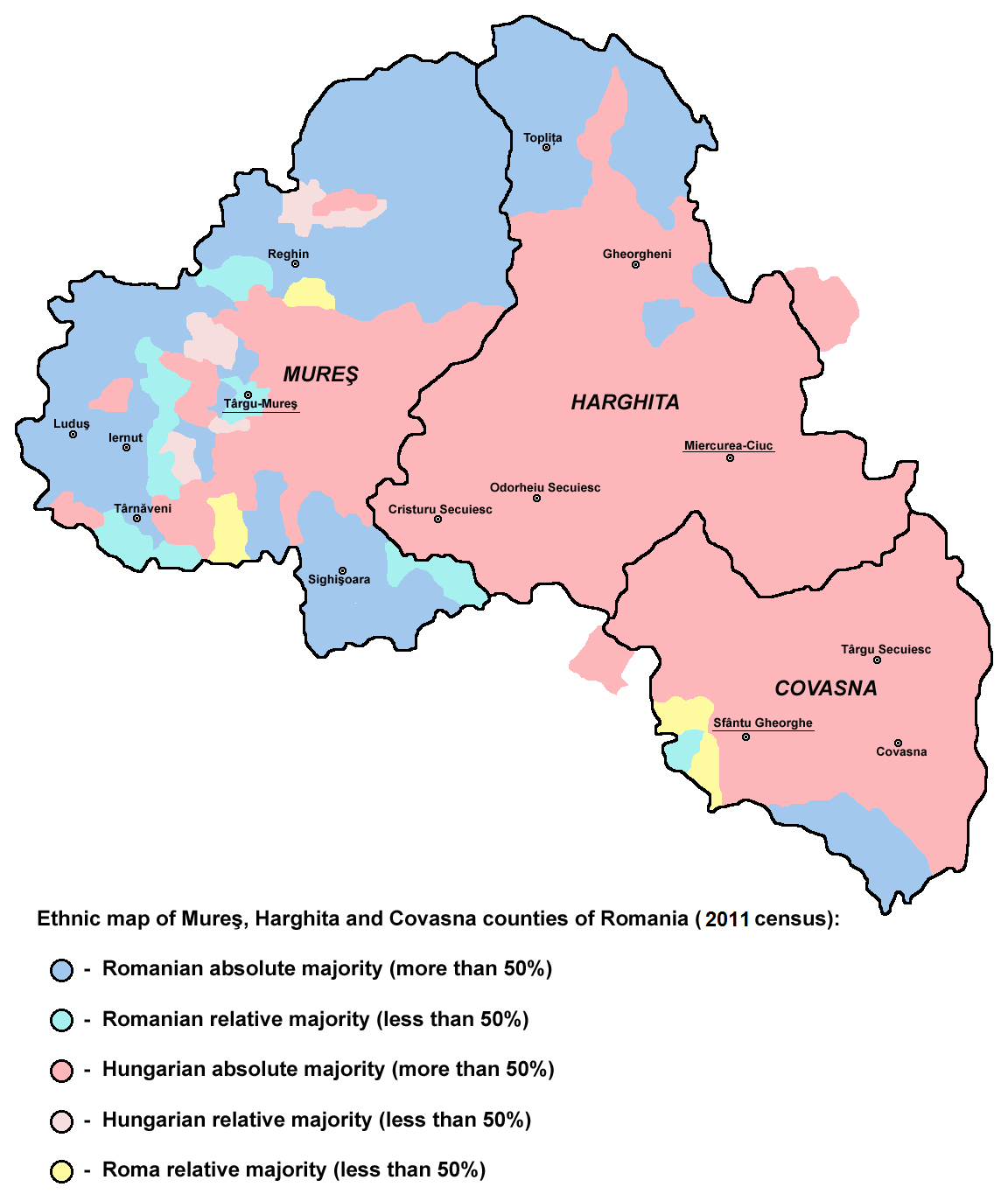
Mapa étnico Harghita, Covasna, y Mureș basado en datos de 2011, mostrando las áreas de mayoría sícula

## Cuestión constitucional
El artículo 1 de la constitución rumana define el país como «soberano, independiente, unitario y un Estado nacional indivisible». A menudo se ha argumentado que, como resultado de esta interpretación, cualquier autonomía territorial basada en principios étnicos, incluyendo el país sículo, sería inconstitucional.

## Atracciones turísticas

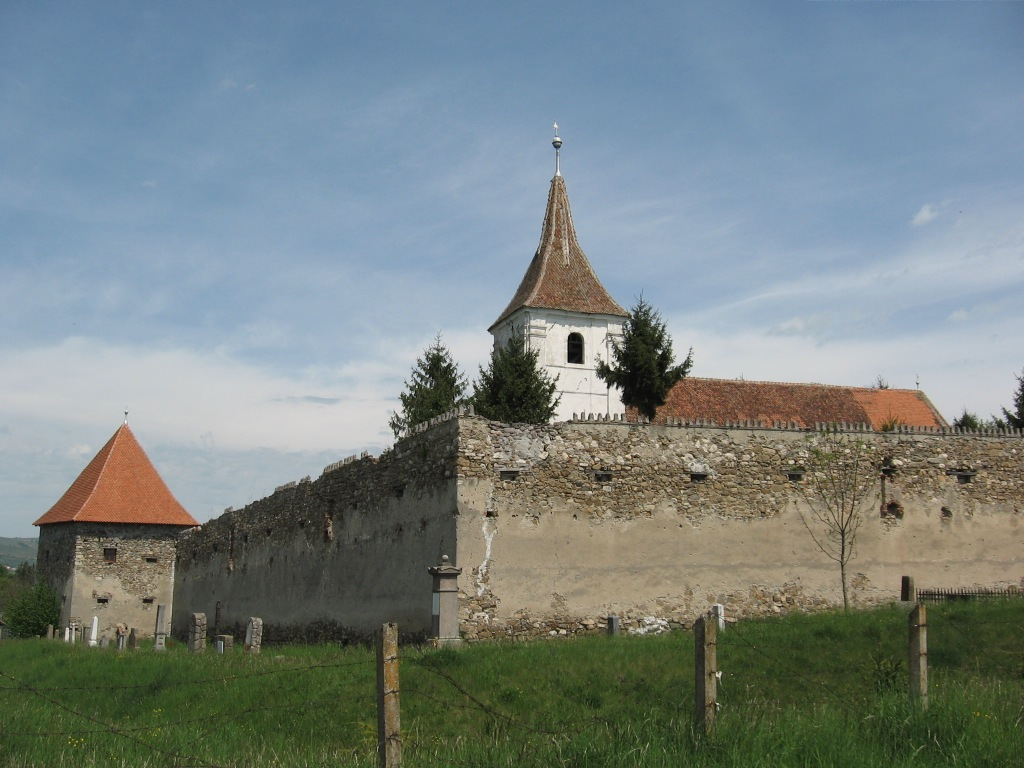
Iglesia fortificada de Aita Mare.

- Iglesias fortificadas sículas- más de 20 poblaciones sículas cuentan con iglesias fortificadas
- Iglesia barroca de Șumuleu Ciuc (Csíksomlyó), un importante centro de peregrinación católico
- Castillo de Mikó
- Librería de Teleki
- Museo Nacional Sículo (Székely Nemzeti Múzeum), Sfântu Gheorghe/Sepsiszentgyörgy
- Museo Sículo de Ciuc (Csíky Székely Múzeum), Miercurea-Ciuc/Csíkszereda
- Flora y fauna propia de los Cárpatos, junto con balnearios de aguas termales locales
- Artesanía tradicional sícula (cerámica, talla de madera)

## Galería

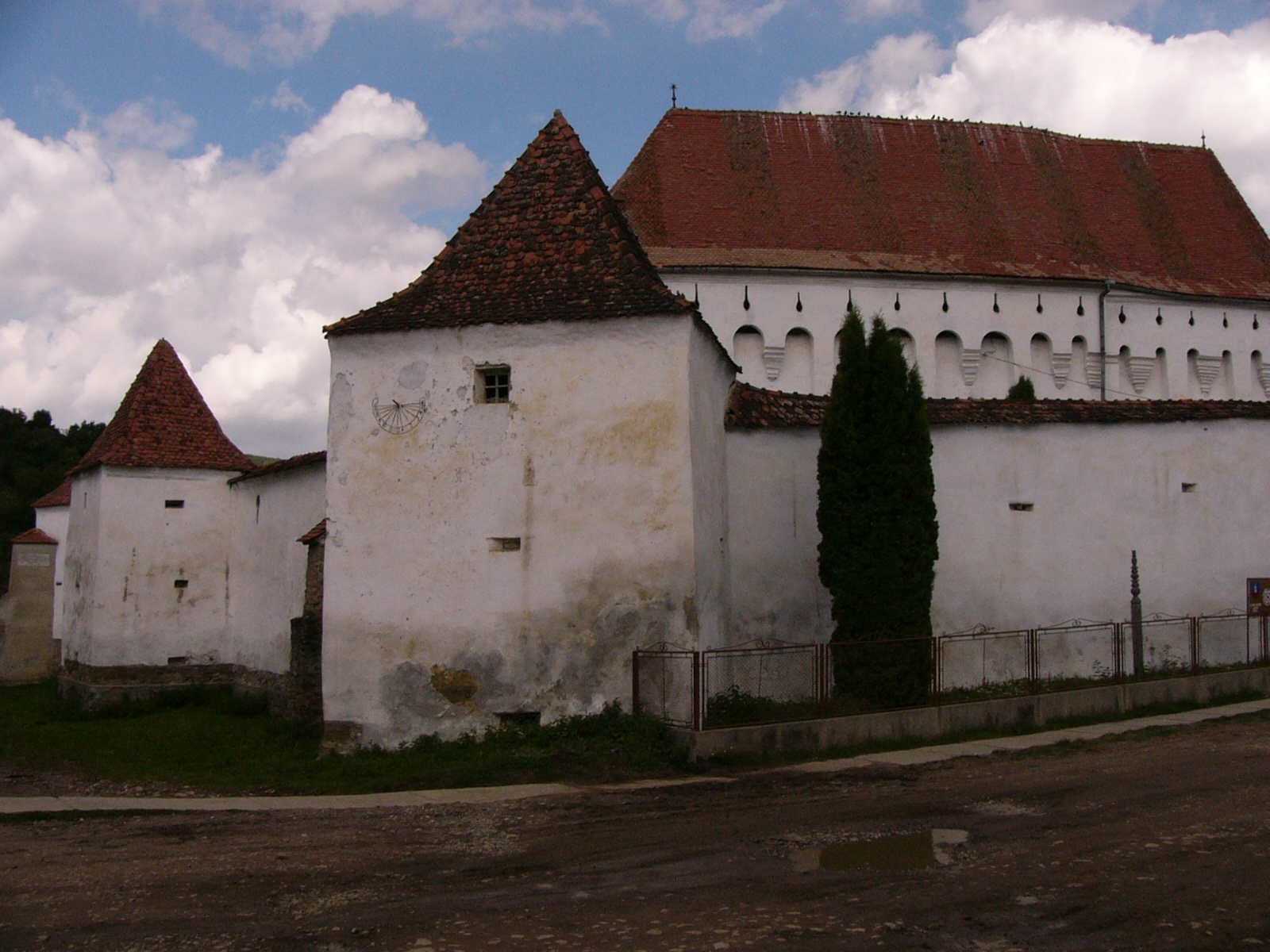
La iglesia fortificada de Dârjiu / Székelyderzs se halla en la lista de Patrimonio de la Humanidad de la UNESCO
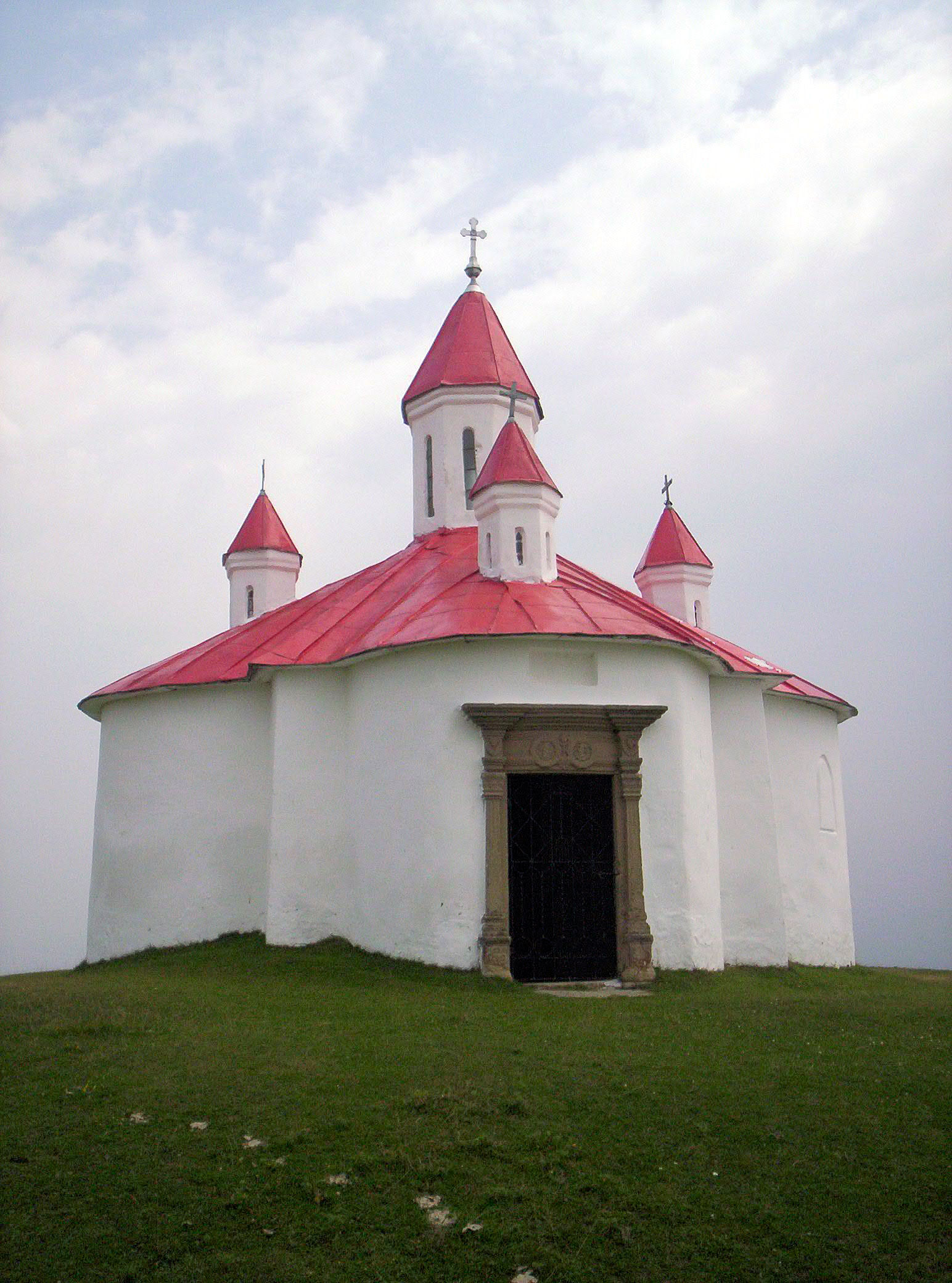
Capilla Szent István de Sânzieni / Kézdiszentlélek, construida originalmente en el siglo XII
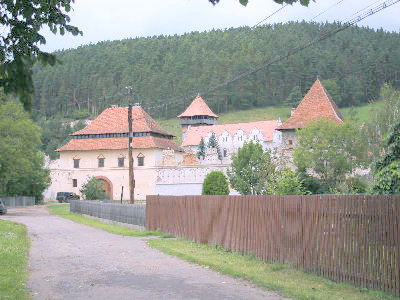
Castillo de Lázár
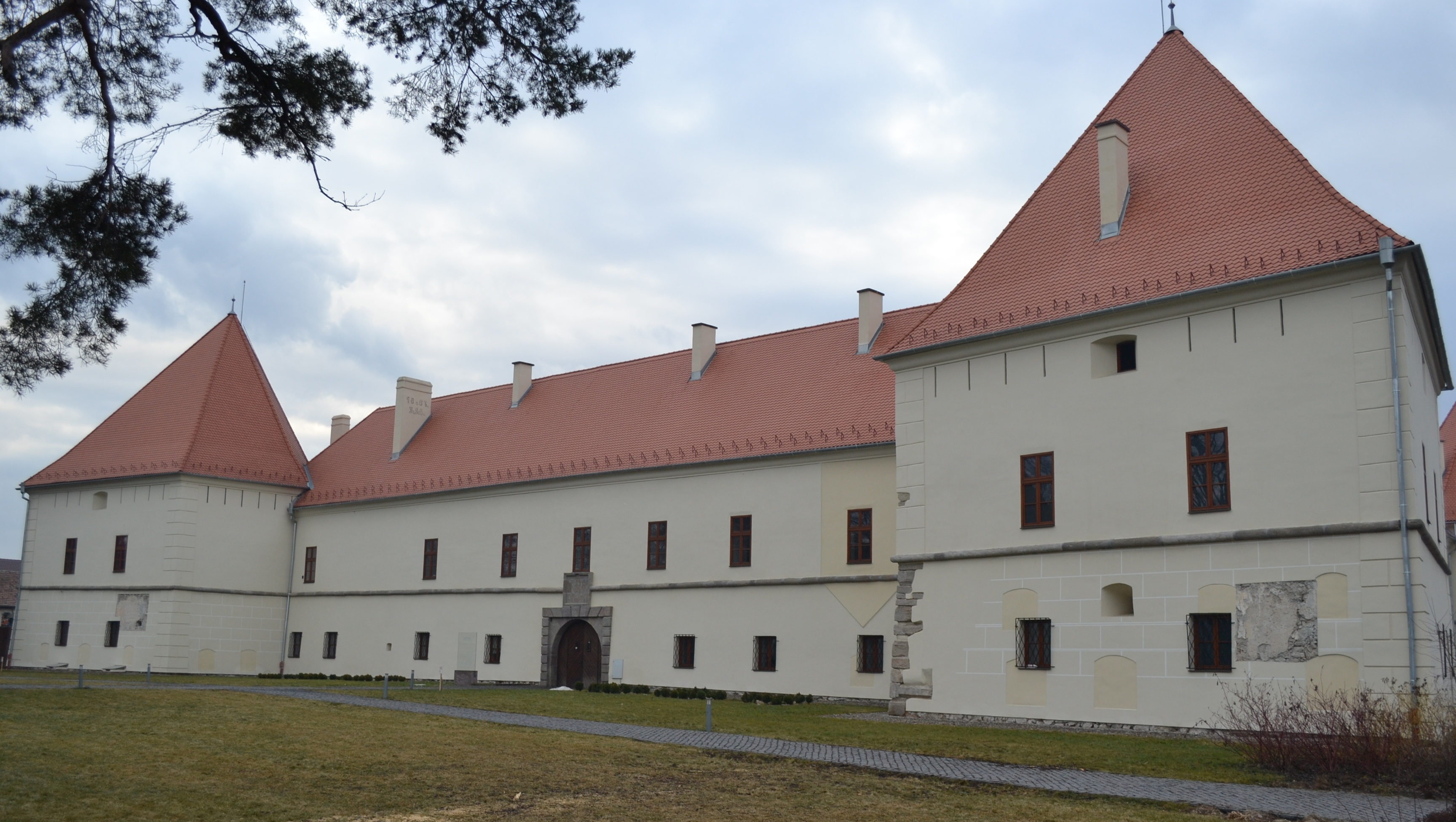
Castillo de Mikó
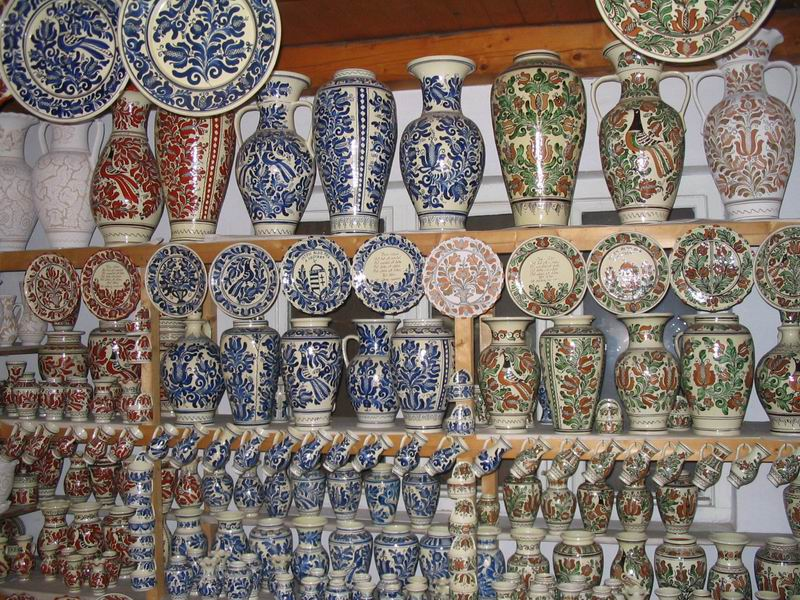
Tienda de artesanía en Corund, Harghita (Korond)
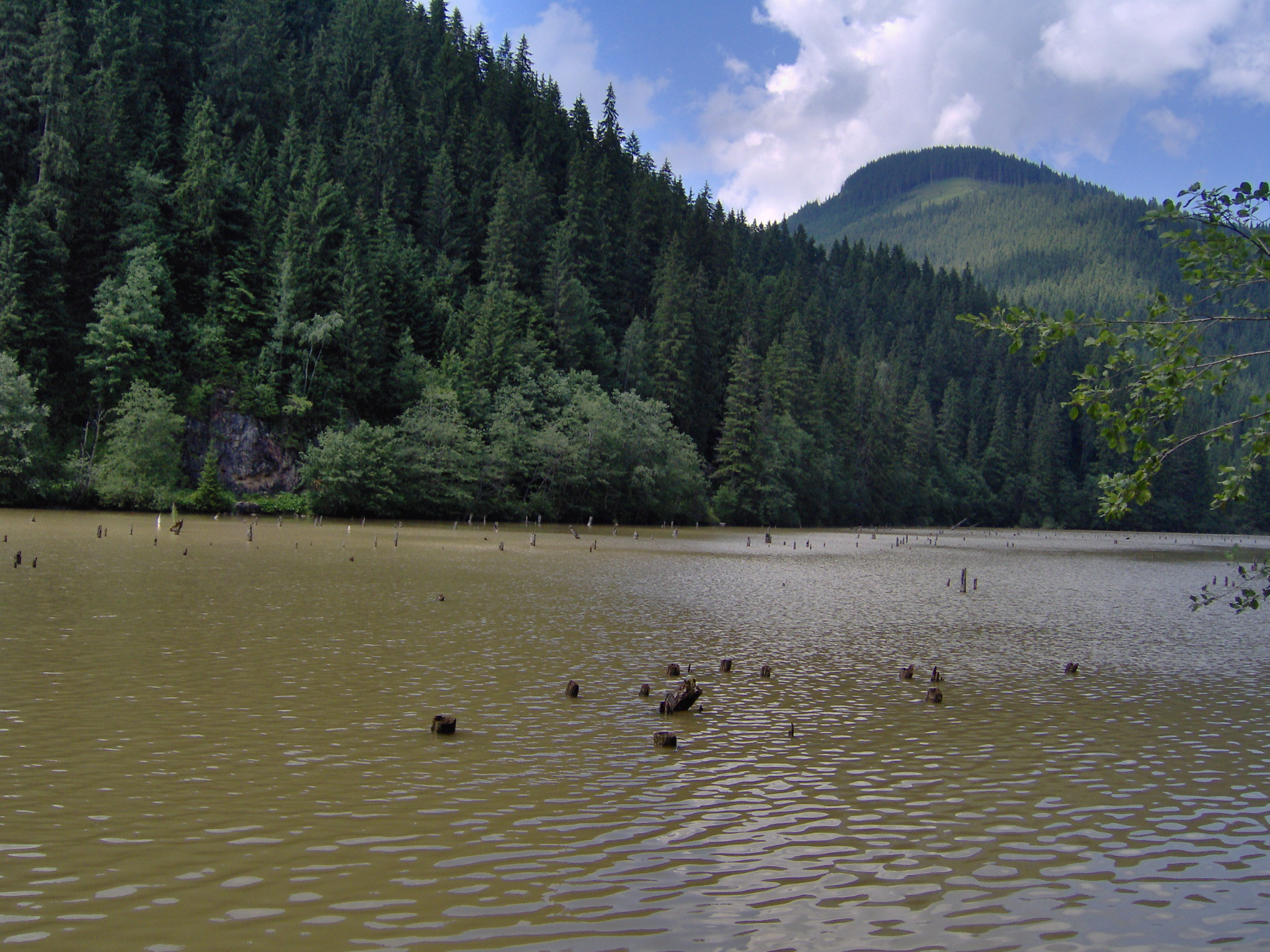
Montañas rodeando el Lago Rojo
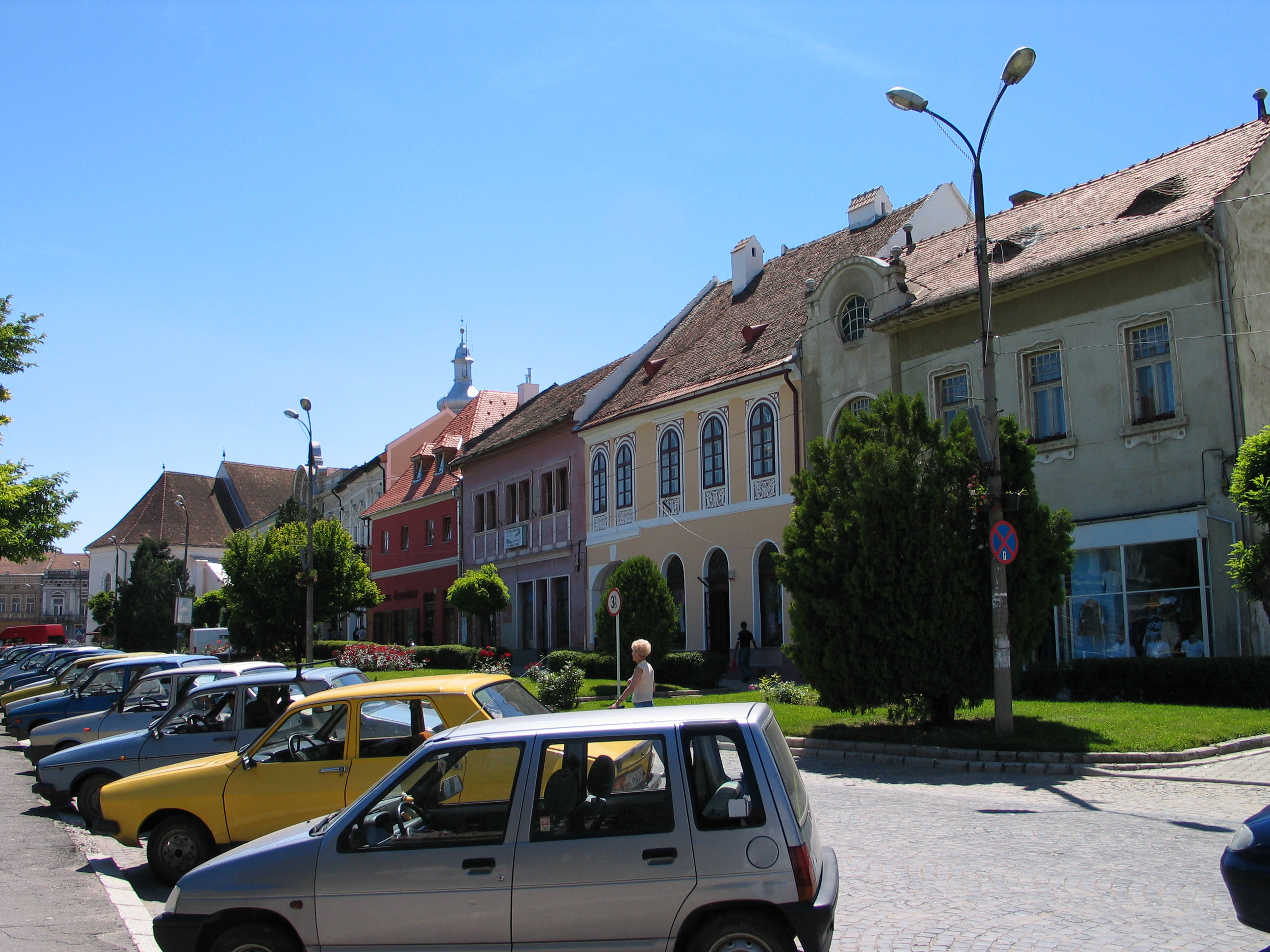
Târgu Secuiesc (Kézdivásárhely), una población típica del País sículo
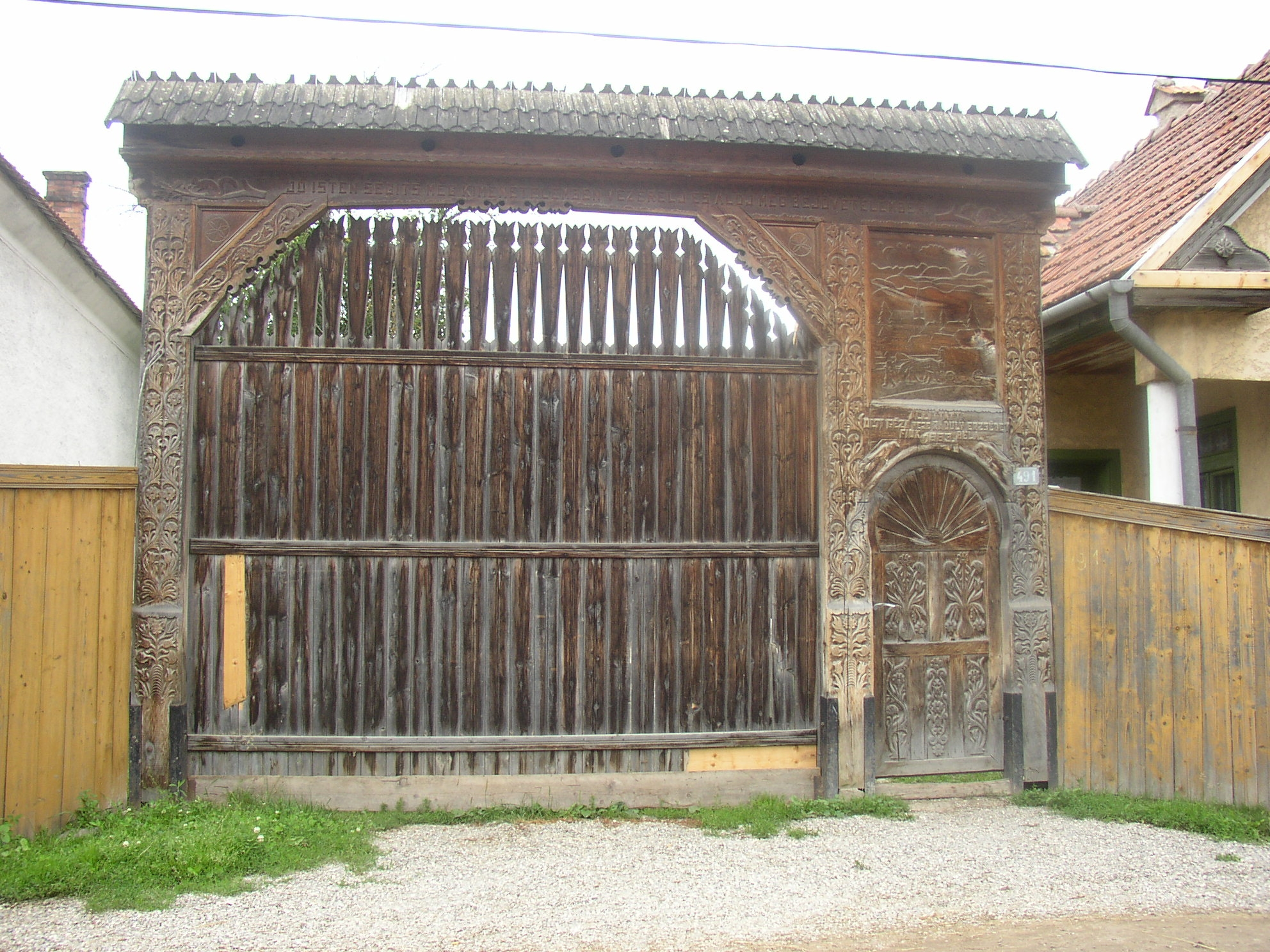
Puerta sícula en Siculeni (Madéfalva)
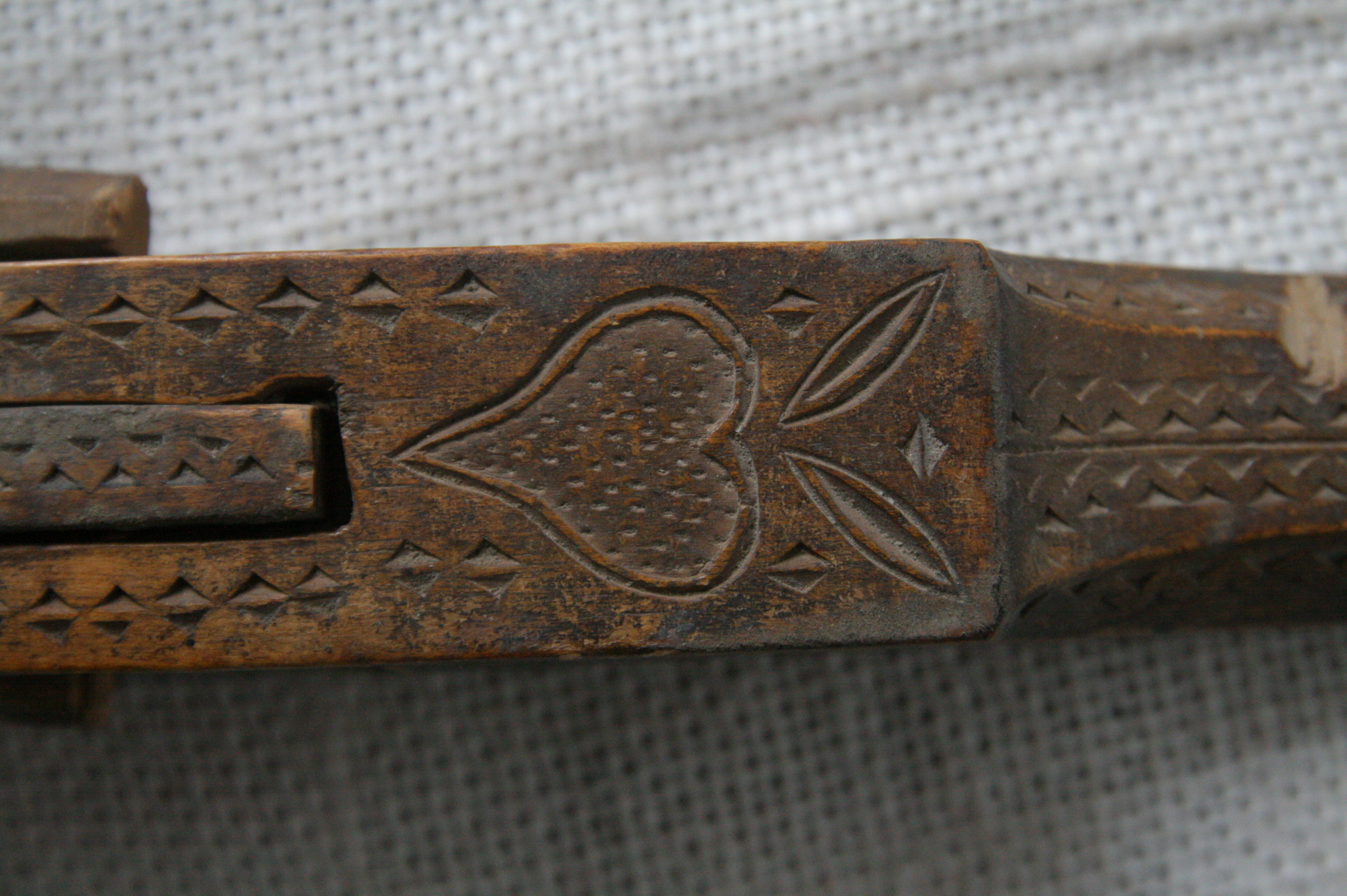
Decoración de un instrumento de madera del País sículo
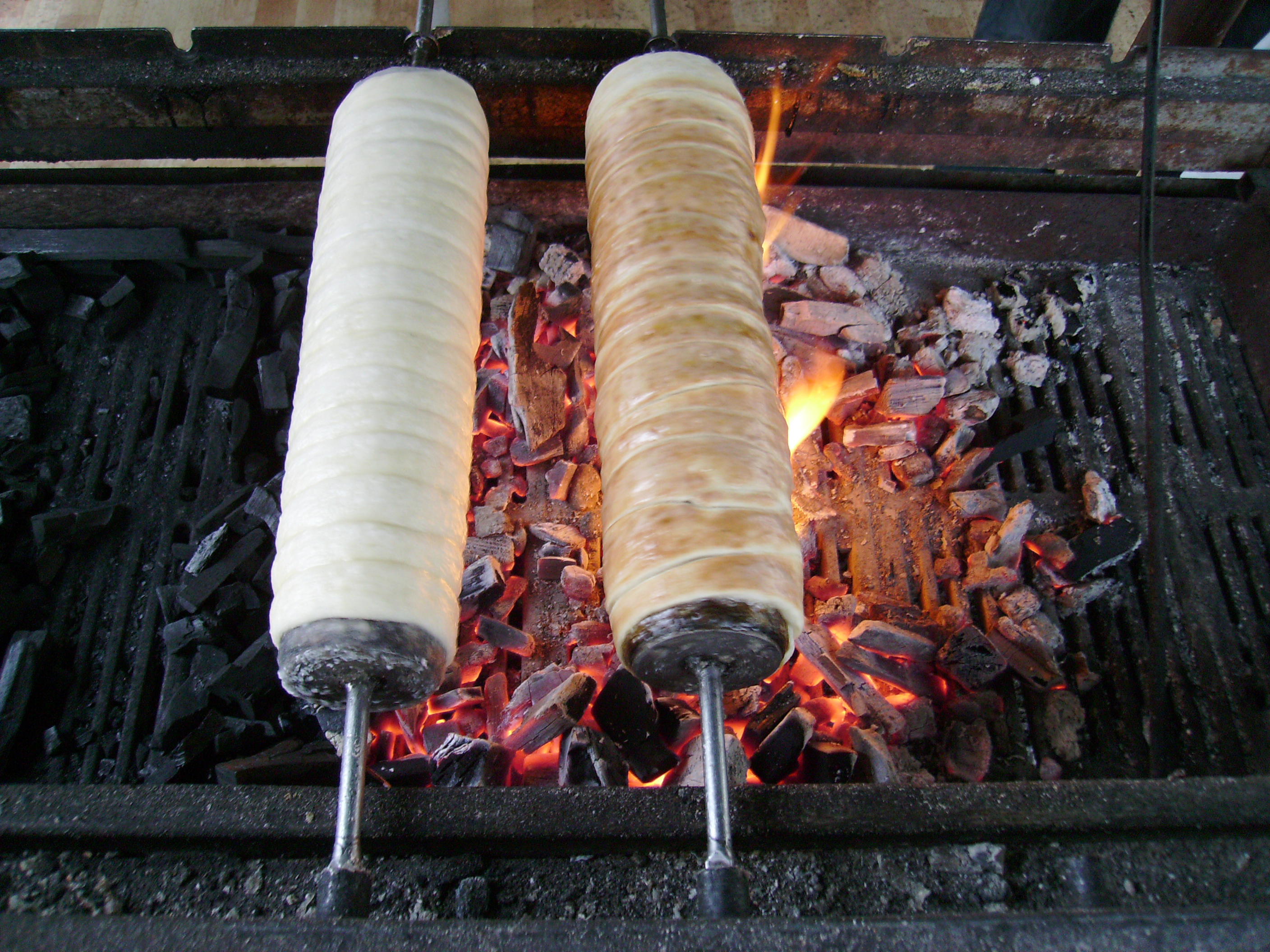
Kürtőskalács, una delicia local
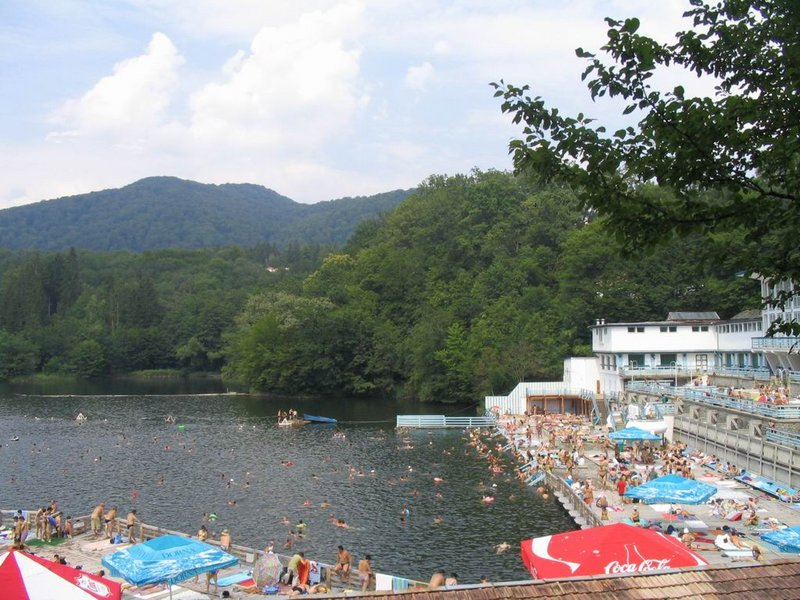
Lago de agua salada en Sovata (Szováta)
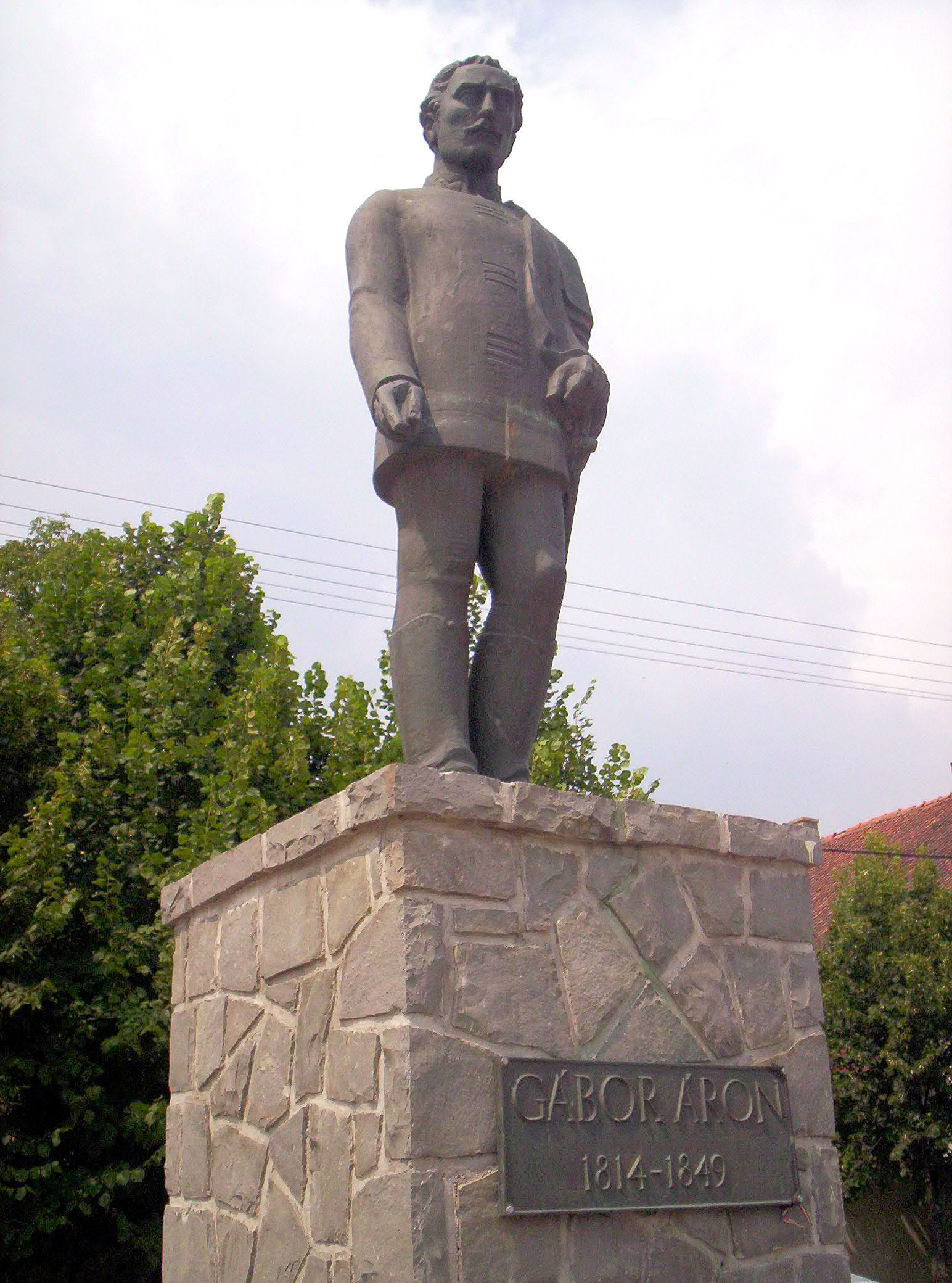
Escultura de Áron Gábor en Bretcu (Bereck)
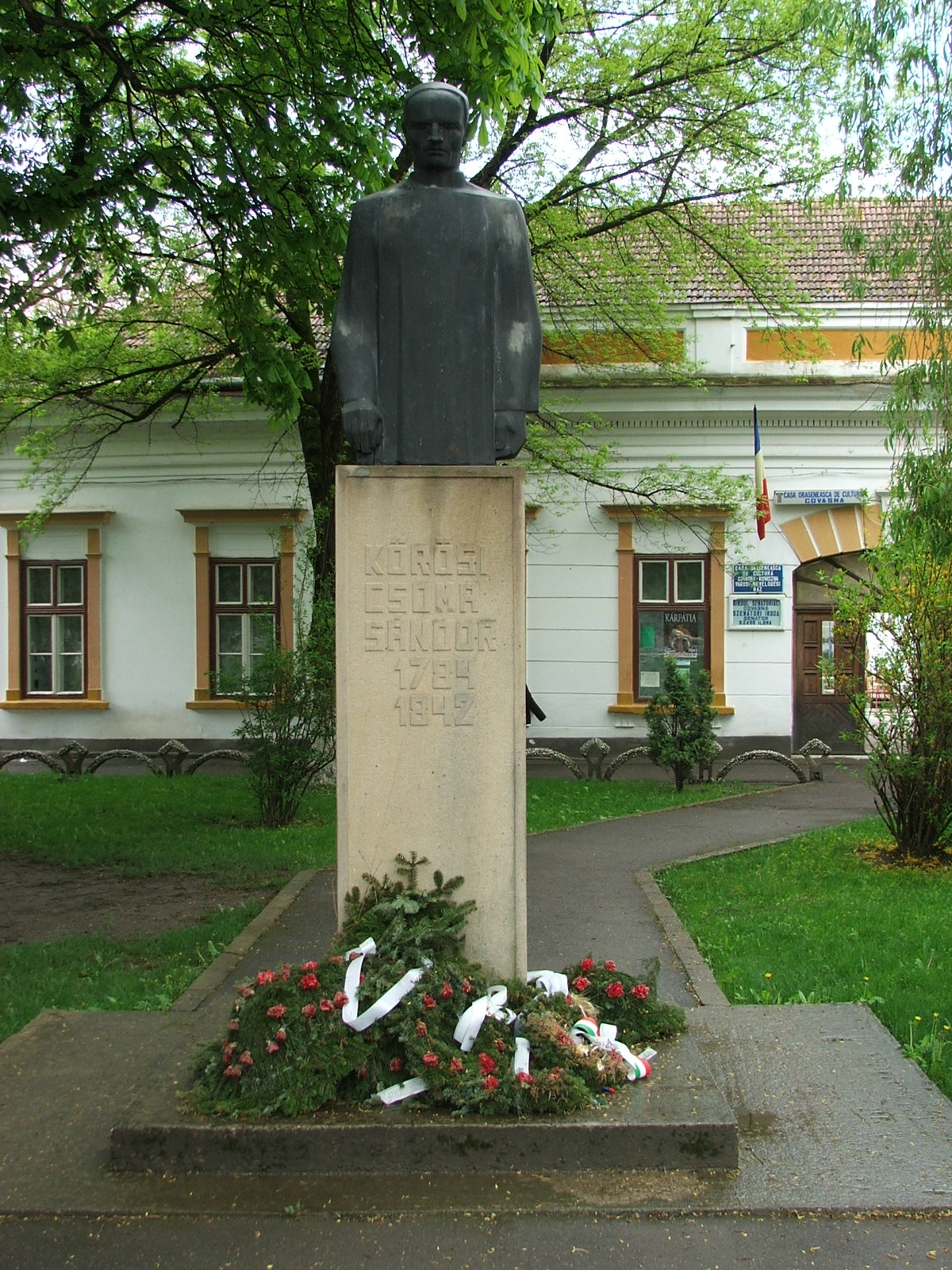
Estatua de Alexander Csoma de Kőrös en Covasna (Kovászna)